# Frans Wilhelm Lüchow

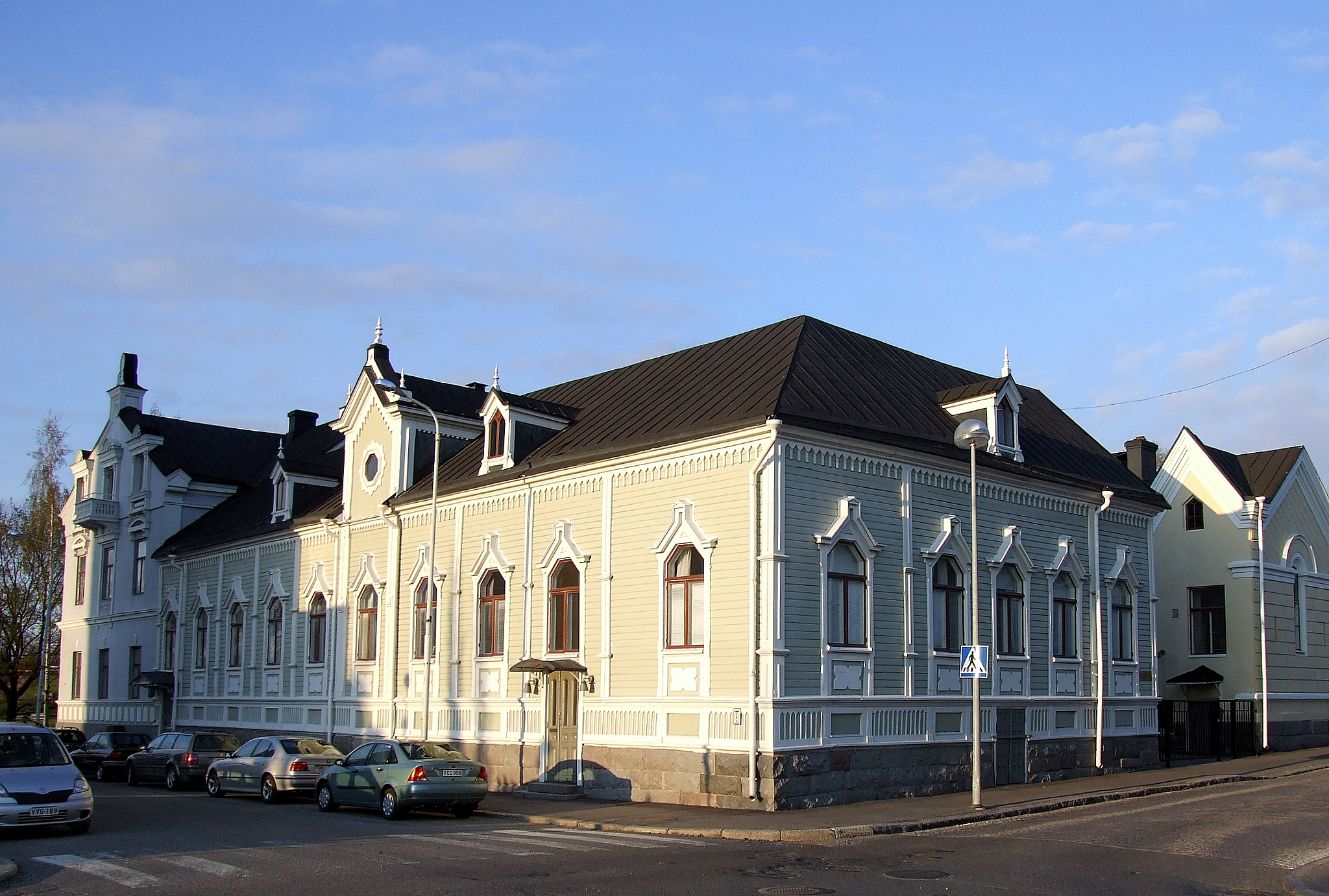
Domkapitlets hus i Uleåborg

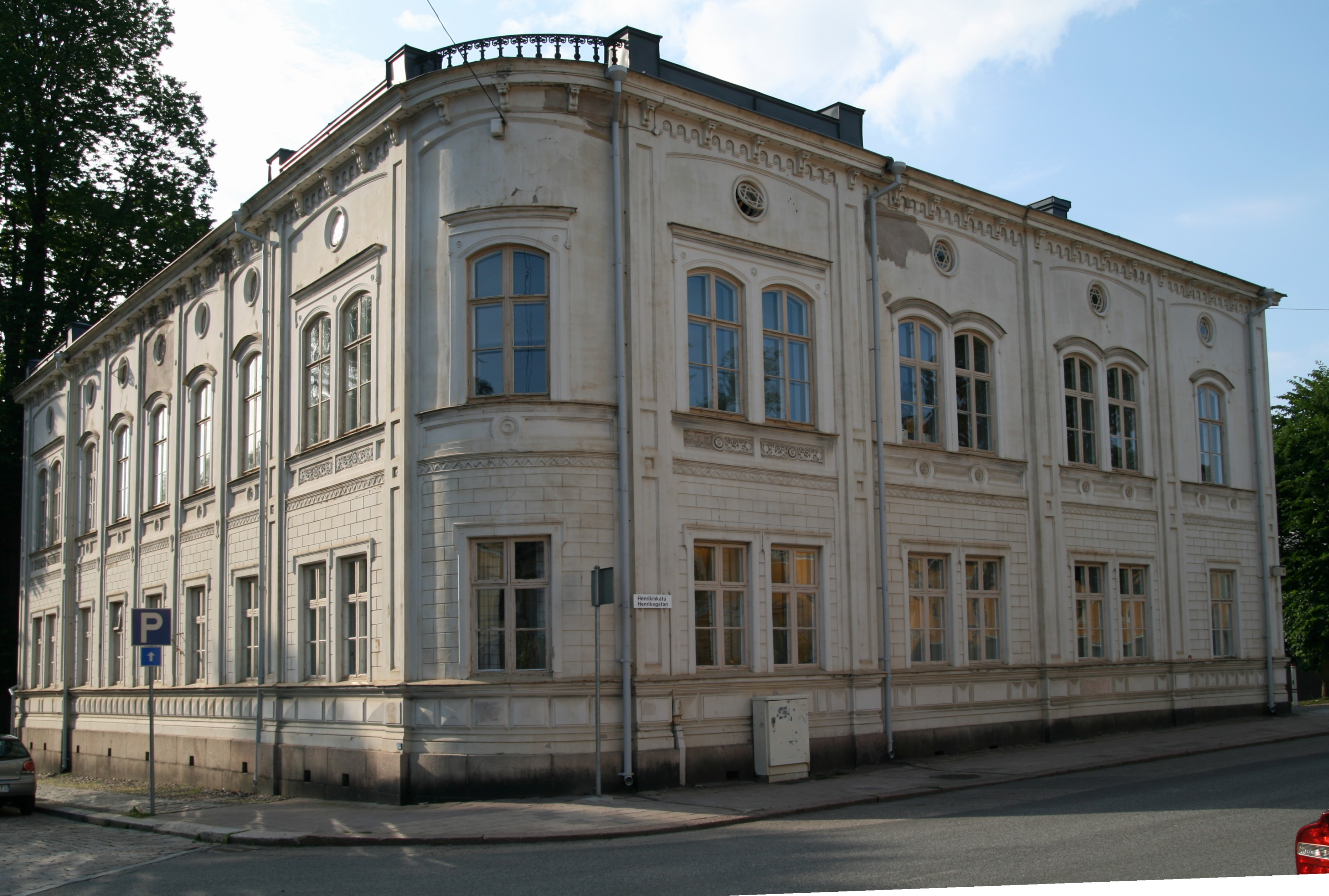
Reuterska huset i Åbo

Frans Fredrik Wilhelm Lüchow, eller Lüchou, född 27 maj 1837 i Kristinestad, död 6 januari 1884 i Uleåborg, var en finländsk arkitekt. Lüchow utexaminerades som arkitekt från Konstakademien i Stockholm 1856. Mellan åren 1858 och 1863 arbetade Lüchow för Åbo och Björneborgs länsarkitekt Georg Theodor Chiewitz. Efter Chiewitzs död blev Lüchow tjänstförrättande länsarkitekt i Åbo och Björneborgs län. År 1870 började Lüchow som länsarkitekt i Uleåborgs län. 
Lüchow är begravd på Uleåborgs begravningsplats. 

## Verk i urval
- Apotekshuset på Brandensteinsgatan, Lovisa (1860-63)
- Domkyrkogatan 2, Åbo (med G.T. Chiewitz, 1861)
- Domkyrkogatan 4, Åbo (med G.T. Chiewitz, 1861)
- Reuterska huset, Åbo (med G.T. Chiewitz, 1861)
- Tyrnävä kyrka (1873)
- Rådhuset, Torneå (1875)
- Tullkammaren, Kemi (1876)
- Kalajoki kyrka (1879)
- Domkapitlet i Uleåborg (1883)

## Bildgalleri

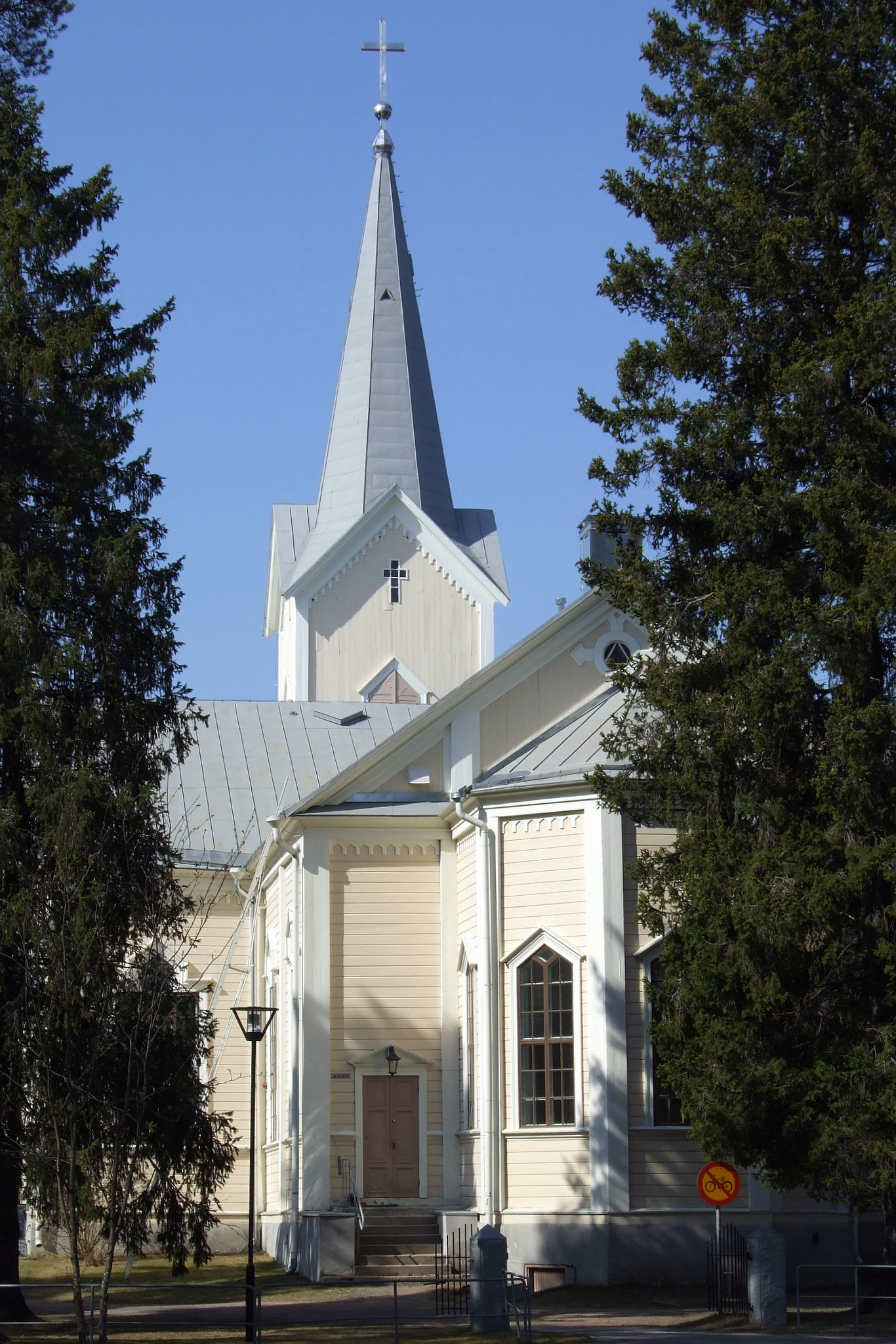
Kyrkan i Tyrnävä
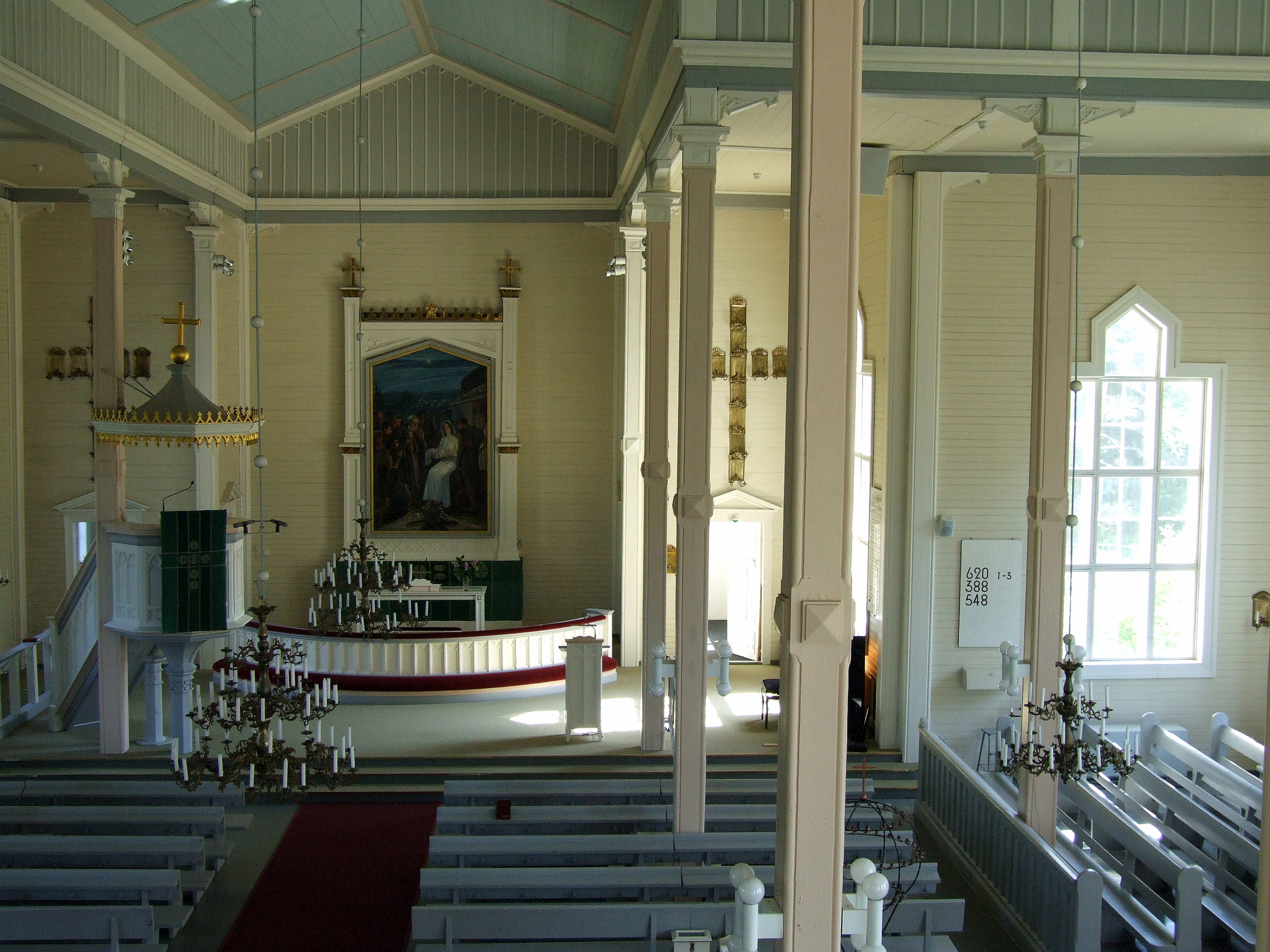
Kyrkan i Tyrnävä
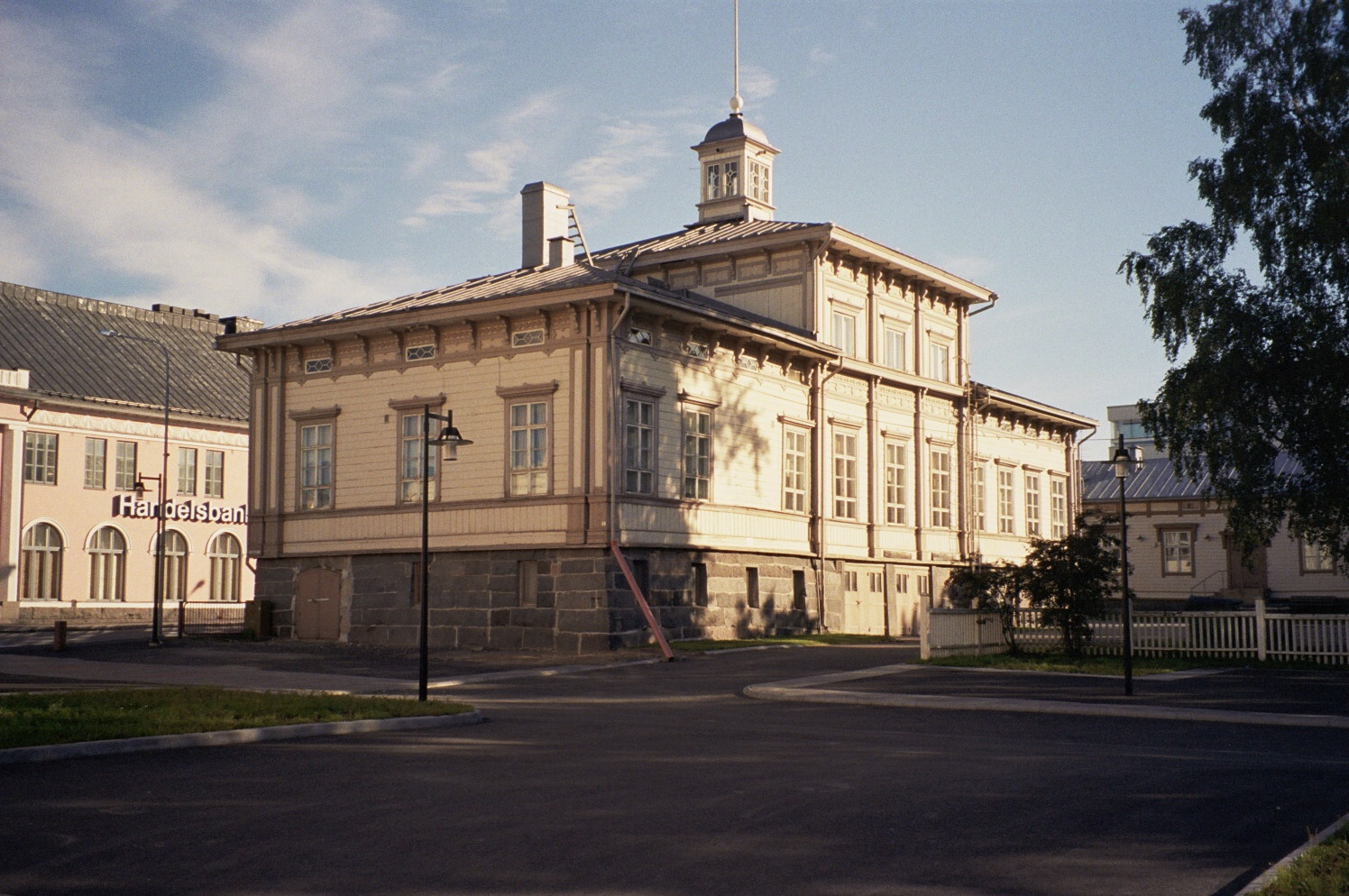
Stadshuset i Torneå
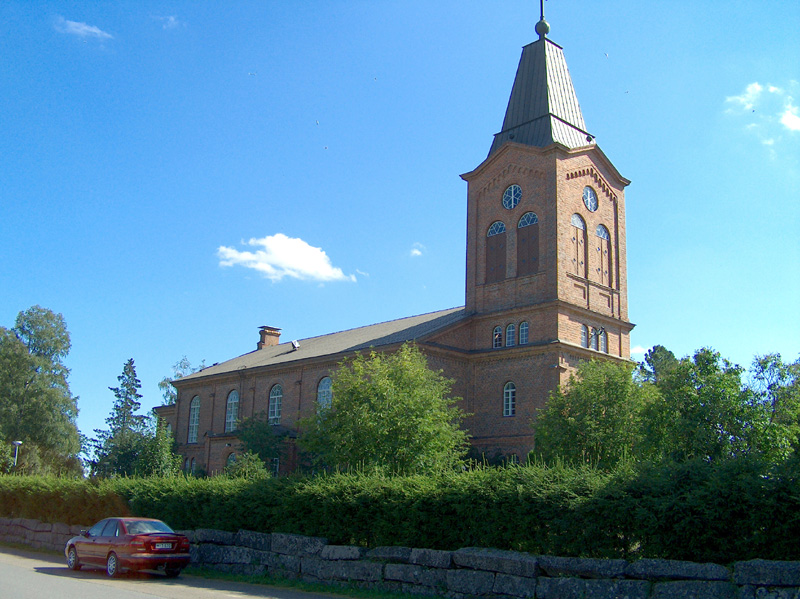
Kyrkan i Kalajoki
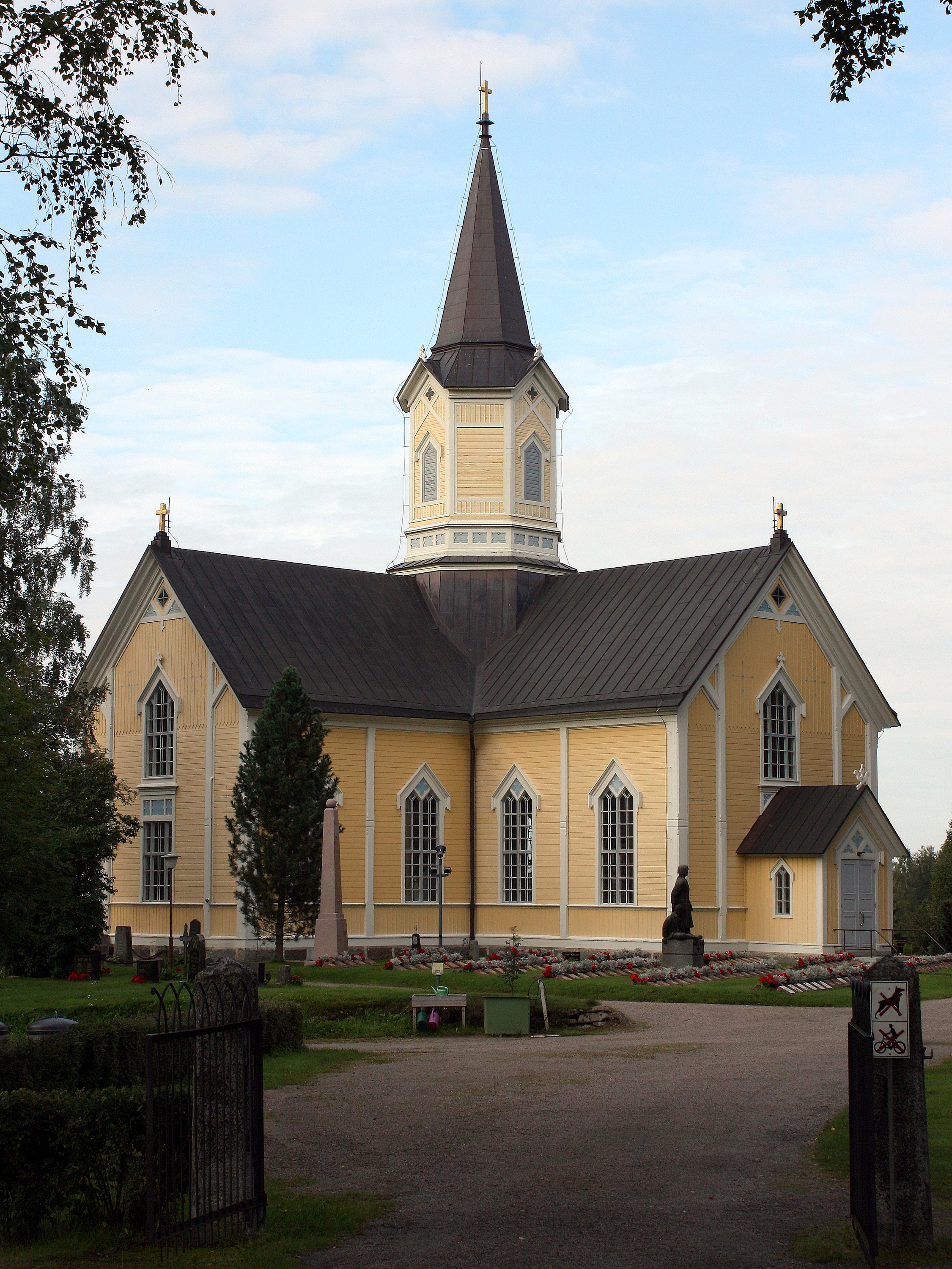
Kyrkan i Haapajärvi